# لوري مارس
لوري مارس (بالإنجليزية: Lori March)‏ هي ممثلة أمريكية، ولدت في 6 مارس 1923 بهوليوود في الولايات المتحدة، وتوفيت في 19 مارس 2013 في الولايات المتحدة بسبب مرض.

## وصلات خارجية
- لوري مارس على موقع IMDb (الإنجليزية)
- لوري مارس على موقع قاعدة بيانات برودواي على الإنترنت (الإنجليزية)
- لوري مارس على موقع قاعدة بيانات الفيلم (الإنجليزية)